# Hystrix paukensis
Hystrix paukensis — вимерлий їжатець Старого Світу, який існував у пізньому міоцені — на початку пліоцену на території сучасної М'янми. Його описали Nishioka та ін. у 2011 р. Видовий епітет відноситься до селища Паук, типового місцеперебування виду